# T-11 (Spanje)
De T-11, ook wel de Acceso a Tarragona desde Reus genoemd, is een weg in het stedelijke gebied Reus-Tarragona. Deze weg begint in het westen van Tarragona waarna hij westwaarts richting Reus gaat. De wegen N-340-a, N-241, A-7, AP-7 en N-420-a worden gekruist. Uiteindelijk gaat deze weg ten westen van Reus verder als de N-420. De weg ligt als een soort Y rondom Reus. Het Oostelijke deel van deze Y voert langs het vliegveld van Reus.
Deze autovía heeft een lengte van ongeveer 17,3 km.